# 7,5 cm leichtes Infanteriegeschütz 18
7,5 cm leichtes Infanteriegeschütz 18 (7.5 cm le.IG 18) var en lätt tysk 75 mm kanon för infanteriunderstöd, under andra världskriget. Pjäsen användes som organiskt understöd i infanteriregementen och spaningsbataljoner.
Den ersattes av SdKfz 251/9 i pansargrenadjärbataljoner och av SdKfz 250/8 i pansarspaningsbataljoner, som båda gav mer rörlighet och skydd.